# Jean-Claude Meyer
Pour les articles homonymes, voir Meyer.
Jean-Claude Meyer, né le 16 juin 1945 à Neuilly-sur-Seine, est un banquier d'affaires français, vice-président international de Rothschild & Cie.

## Biographie
Jean-Claude Meyer est le fils du professeur André Meyer, membre de l'Académie de médecine. Divorcé d'Anne-Marie de Ganay et d'Anne-Claire Taittinger, il se remarie à Nathalie Bloch-Lainé, fille de Jean-Michel Bloch-Lainé et ex-épouse de l'acteur britannique Brian Deacon.

### Études
Il suit ses études secondaires au lycée Saint-Louis-de-Gonzague, puis hypokhâgne au lycée Henri-IV, il est diplômé de l'Institut d'études politiques de Paris. Licencié en droit et licencié en lettres, il a suivi le cycle de doctorat en gestion de l’université Paris-Dauphine.

### Carrière
Il commençe sa carrière de 1973 à 1976 en tant que chargé de mission à la délégation interministérielle à l'Aménagement du territoire et à l'Attractivité régionale (DATAR), Jérôme Monod en est alors le délégué) ; il est alors également membre du Comité interministériel des investissements étrangers.
De 1976 à 1988, il est successivement directeur aux affaires internationales, puis gérant chez Lazard Frères.
En 1989, il devient associé-gérant de la banque Rothschild & Cie. Depuis 2007, il est Vice Chairman International de Rothschild & Cie.
Jean-Claude Meyer a contribué au démarrage de la banque Rothschild avec David de Rothschild et Édouard de Rothschild, ayant été notamment à l’origine de l’acquisition de Suchard par Philip Morris (1re affaire européenne en taille en 1991), de l’acquisition par Forte des Hôtels Méridien, de l’acquisition par Luxottica de Ray-Ban, de la vente par le groupe Pinault de la Chapelle Darblay, de la vente de 25 % de Hochtief à ACS, de la vente de Solvay Pharma à Abbott, de l’acquisition par L’Oréal de Yves Saint Laurent Beauté, etc. Il a conseillé la création d'EADS .
Il est, en outre, actuellement conseiller financier de la Côte d'Ivoire et de l'Albanie.

### Autres
Parallèlement à ses fonctions au sein de Rothschild & Cie, il est administrateur de l’Institut français des relations internationales (IFRI), membre du Conseil artistique des Musée de France, président du Cercle de la Bibliothèque nationale de France, et membre du Siècle.

### Décorations et distinctions
- Commandeur de la Légion d'honneur par décret du 6 avril 2012[5].

## Publications
- Livre blanc sur les investissements étrangers et Aménagement du Territoire (en coll. 1974)